# Gnophomyia argutula
Gnophomyia argutula är en tvåvingeart som beskrevs av Alexander 1944. Gnophomyia argutula ingår i släktet Gnophomyia och familjen småharkrankar.
Artens utbredningsområde är Ecuador. Inga underarter finns listade i Catalogue of Life.